# 長谷川博一 (ライター)
長谷川 博一（はせがわ ひろかず、1961年- 2019年）は、日本のフリーライター。
北海道小樽市生。青山学院大学経済学部卒業後、出版社や音楽プロダクション勤務を経て、90年代よりフリーランスの活動を開始。音楽や格闘技についての著作が多い。

## 著作

### 単著
- きれいな歌に会いにゆく 長谷川博一 著 大栄出版 1993
- チャンピオン : 三沢光晴外伝 長谷川博一 著 主婦の友社 1999
- 三沢光晴外伝 : 完結編 長谷川博一 著 主婦の友社 2009

### 編著
- ミスター・アウトサイド : わたしがロックをえがく時 ソングライティング・インタビュー集 長谷川博一 編 大栄出版 1991
- これがプロレス。 : 四天王は語る : 全日本プロレス25周年記念 長谷川博一 編著 主婦の友社 1997
- バックストリート・ブルース = BACK STREET BLUES : 宇崎竜童 : 音魂往生記 宇崎竜童, 長谷川博一 編著 白夜書房 2013